# Hornsby (New South Wales)
Hornsby ist ein Vorort Sydneys in New South Wales, Australien. Hornsby liegt 25 Kilometer nordwestlich des Stadtzentrums und ist der Verwaltungssitz des Verwaltungsgebietes (LGA) Hornsby Shire.
Der Name Hornsby leitet sich von Constable Samuel Henry Horne ab. Er war an der Festnahme der beiden geflohenen Sträflinge Dalton und MacNamara am 22. Juni 1830 beteiligt und erhielt dafür ein Stück Land, welches er Hornsby Place nannte.

## Söhne und Töchter der Stadt
- Olive Cotton (1911–2003), Fotografin
- Fred Stolle (1938–2025), Tennisspieler
- Liz Burch (* 1954), Schauspielerin
- Peter Fowler (* 1959), Golfspieler
- Simon Whitlock (* 1969), Dartspieler
- Dan Parks (* 1978), schottischer Rugby-Union-Spieler
- Anthony Deane (* 1984), Handballspieler und Skeletonpilot
- Rachael Gunn (* 1987), Kulturanthropologin und Breakdancerin
- Ashleigh Sykes (* 1991), Fußballspielerin
- Ashton Irwin (* 1994), Drummer 5SOS